# Joel Sjöö
Nils Joel Anders Sjöö född 4 november 1979, i Grovare församling, är en svensk låtskrivare.
Sjöö är uppvuxen i Dalsjöfors i Borås kommun.
Tillsammans med nederländska Duncan Laurence och Wouter Hardy skrev han åten Arcade, som vann Eurovision Song Contest 2019 för Nederländerna. Han hade då skrivit låtar tillsammans med Duncan Laurence i tre år.
Sjöö har även skrivit låtar tillsammans med Andreas Söderlund, Paul Epworth, Charlee, Ronni Vindahl, Linnea Södahl, och Daniel Ledinsky. Han har även skrivit låtar till artister som Rebecca & Fiona, Janice Kavander och Erik Rapp.
Joel Sjöö var tidigare med i musikgruppen They Live by Night.